# Philippe Bender
Pour les articles homonymes, voir Bender.
Philippe Bender est un musicien et chef d'orchestre français né le 25 février 1942 à Besançon.
En 1976, il est nommé directeur artistique et chef permanent de l'Orchestre régional de Cannes-Provence-Alpes-Côte d’Azur (ORCPACA).
Il est en outre chef titulaire et directeur artistique de l'Orchestre symphonique des Baléares à Palma de Majorque.
En 2013, il prend sa retraite et est remplacé par Wolfgang Doerner à la tête de l'ORCPACA.

## Biographie
Après avoir commencé ses études musicales dans sa ville natale, il les poursuit au Conservatoire national supérieur de musique et de danse de Paris où il obtient en 1959 trois premiers prix.
Il suit les cours de la Hochschule für Musik de Fribourg-en-Brisgau, puis ceux de la Julliard School de New York dont il sort diplômé. Il est alors flûtiste concertiste et sera lauréat de plusieurs concours internationaux : Genève, Munich, Montreux.
De 1960 à 1968, il mène une carrière de soliste qui le conduit en Suisse, Allemagne, Autriche avant d'appartenir à l'Orchestre philharmonique de Monte-Carlo où il rencontre Paul Paray. Celui-ci, découvrant les dons de chef d'orchestre du musicien, l'encourage à se présenter aux concours internationaux de jeunes chefs d'orchestre.
Lauréat du concours de Besançon en 1968 et médaille d'or du prestigieux concours Mitropoulos de New York en 1970, Philippe Bender est engagé comme chef-assistant au New York Philharmonic où il travaille sous les directions successives de Leonard Bernstein et Pierre Boulez.
Depuis, Philippe Bender a dirigé de nombreux orchestres occidentaux parmi lesquels on peut citer l'American Symphony Orchestra de New York, les orchestres de la Suisse Romande, de Genève et de Lausanne, ceux de Francfort et Baden-Baden, l'Hessischer Rundfunk Orchester, les Orchestres de la Haye, de Rotterdam, le Concertgebow d'Amsterdam, le New York Philharmonic, l'Orchestre symphonique de Houston, l'Orchestre symphonique de Québec, les orchestres NHK Symphony Orchestra et Tokyo Philharmonic Orchestra, l'Orchestre national de France, l'Orchestre de Paris, l'Ensemble instrumental de Paris. Il a dirigé, à la tête de l'Orchestre de la Fondation Gulbenkian, une série de concerts en Inde qui l'a amené en particulier à Bombay, New-Delhi, Madras...
Il est aussi régulièrement invité aux États-Unis où il dirige différents orchestres et participe à de nombreux festivals[réf. nécessaire].
Philippe Bender dirige régulièrement les phalanges espagnoles, dont l'Orchestre national d'Espagne.
En 1982, il crée et dirige le Conservatoire de Cannes jusqu'en 2002, Alain Pavard lui succédant.
Philippe Bender s'est notamment rendu avec l'Orchestre régional de Cannes-Provence-Alpes-Côte d’Azur au Japon, au Maroc, aux États-Unis, en Allemagne, en Autriche, au Brésil et en Chine pour des grandes tournées qui l'ont notamment conduit à New York, Washington, Tokyo, Osaka, São Paulo, Berlin et Vienne, Shanghai et Pékin.
Le 4 novembre 2007, dans le cadre de la manifestation c'est pas classique, il dirige l'Orchestre de Cannes pour la Première interprétation en France de l'Oratorio Ecce Cor Meum de Paul McCartney, écrit en 2001.
Le 14 avril 2013, il dirige l'ultime concert de la saison cannoise de l'Orcpaca, et remporte un triomphe au Théâtre Croisette de Cannes, pour cette prestation peu avant son départ à la retraite avec : le 5e concerto brandebourgeois de Bach, le 20e concerto pour piano et orchestre de Mozart et la 1re symphonie de Schumann.
Le 29 septembre suivant, il dirige encore l'Orcpaca, pour un concert d'adieu, au théâtre Debussy du Palais des Festivals de Cannes, où il a invité des solistes prestigieux ayant joué déjà depuis longtemps sous sa baguette : le violoniste Olivier Charlier, interprétant le concerto pour violon de Beethoven ; et le clarinettiste Michel Lethiec dans Porgy and Bess de Gershwin. En finale, la salle lui rend une très longue ovation debout et, au cours d'une cérémonie amicale lui suivant, le député maire de Cannes, Bernard Brochand, lui remet la médaille d'Or de la ville de Cannes.

## Formation et mission sociale
Philippe Bender remplit aussi une mission sociale importante, entraînant l'Orchestre - ou des formations réduites - et le dirigeant donnant des concerts pour les enfants des hôpitaux, les personnes âgées ou handicapées, dans les quartiers défavorisés, et même dans les prisons.
Il s'associe régulièrement aux opérations les Restos du Cœur de Coluche, en donnant des concerts dont la recette est entièrement reversée à l'association,.
En novembre 2012, il est à l'origine d'une mobilisation du monde musical soutenant la collecte d'une pétition pour venir au secours du chef d'orchestre mexicain Rodolfo I. Cazares Solis, kidnappé et retenu prisonnier, otage d'un cartel de la drogue mexicain depuis le 9 juillet 2011.

## Direction des orchestres de Cannes et Nice

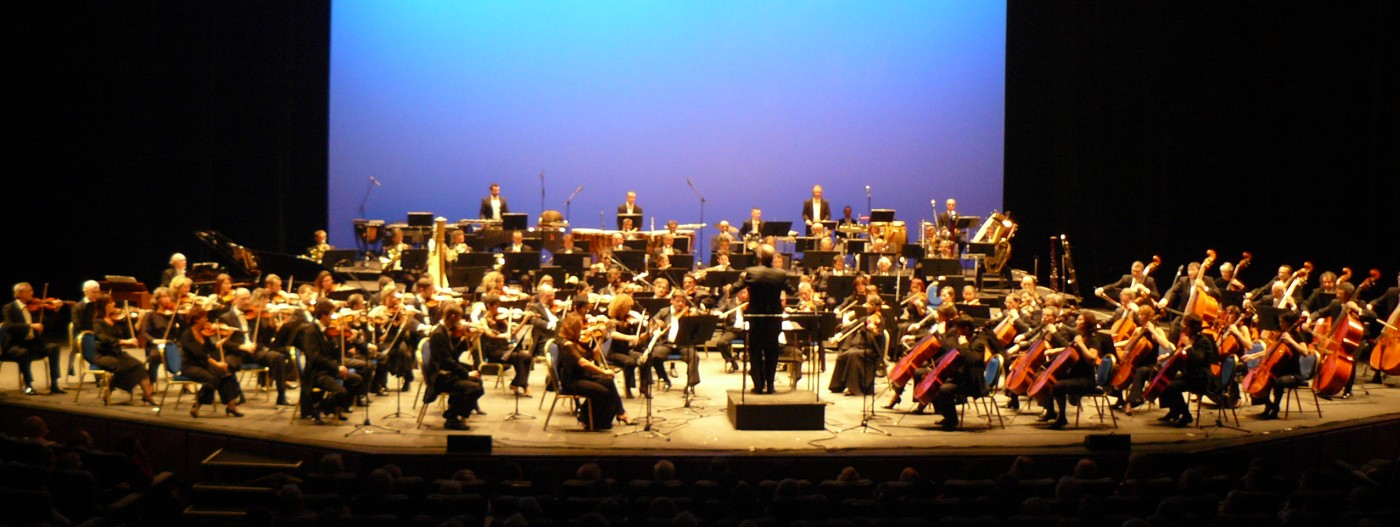
Philippe Bender dirige les deux orchestres lors de la manifestation C'est pas classique, Nice, 2009

Un projet de rapprochement avec pour objectif d’aboutir à terme à une mutualisation de leurs moyens a été initié en 2009 entre l'Orchestre philharmonique de Nice et l’Orchestre régional de Cannes-Provence-Alpes-Côte d’Azur,.
Mais finalement, ce projet, bien qu'intéressant a été abandonné officiellement dans le courant de l'année 2010.
Cependant, lors du concert final de la manifestation "C'est pas classique", à Nice le 8 novembre 2009, les deux orchestres jouent ensemble sous la direction du Cannois Philippe Bender, effectuant une très belle prestation devant un public fort nombreux : des extraits de West Side Story et le dernier mouvement de la Symphonie n° 1 de Mahler.

## Distinctions
- Philippe Bender est médaille d'or du prestigieux concours Mitropoulos de New York en 1970.
- Le 26 janvier 2005, lors de la remise de la Victoire d'honneur[18] décernée par les Victoires de la musique classique, Patrick de Carolis et Frédéric Lodéon ont mis à l'honneur Philippe Bender et l'Orchestre Régional de Cannes Provence Alpes Côte d'Azur pour tout le travail effectué auprès des jeunes, dans la région et à l'international[19].

## Décorations
- Officier de l'ordre du Mérite culturel de Monaco Il est fait officier le 18 novembre 2017[20]
- Chevalier de la Légion d'honneur Il est fait chevalier le 13 juillet 2005[21].
- Chevalier des palmes académiques